# Janni Spies
Janni Spies (tidligere Janni Spies-Kjær og Janni Kjær) (født Janni Isager Brodersen, 19. september 1962 i Herlev), datter af telefonmontør Werner Isager og Yvonne Isager.
Hun er uddannet som beklædningsdesigner på Margrethe-Skolen og er tidligere direktør i Spies Rejser, som hun arvede fra sin mand Simon Spies.
Janni Spies blev gift med den 61-årige rejsebureaudirektør Simon Spies den 11. maj 1983 i Holmens Kirke, København. Efter Simon Spies' død i 1984 arvede hun firmaet og drev det videre. Janni Spies købte Tjæreborg Rejser den 3. januar 1989.
Hun var gift med Christian Kjær fra 1988 til 2008, og sammen har de datteren Michala Kjær og sønnen Christopher Kjær. 
Spies/Tjæreborg Rejser blev i 1996 solgt til den britiske rejsekoncern Airtours / MyTravel, nu Thomas Cook Group.
I 1993 udgav rockgruppen Shu-bi-dua sangen "Pigen på Sandbjerggård", som handler om Spies, på deres album Shu-bi-dua 14.